# Wensboom

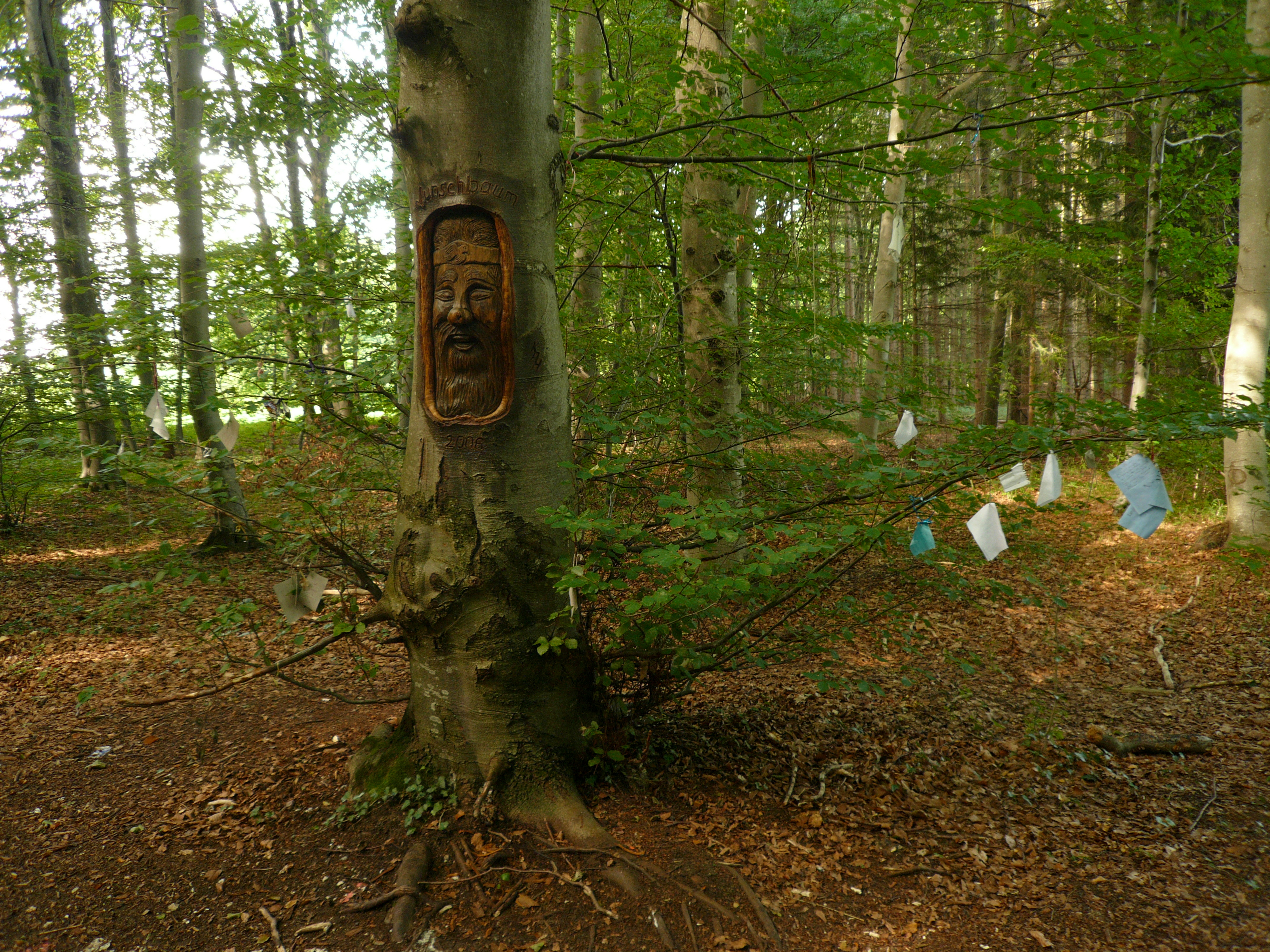
Wensboom bij Pfullingen, Duitsland

Een wensboom is een boom die, volgens het volksgeloof, wensen kan doen uitkomen. Er worden offers gebracht bij het boomheiligdom.
Wensbomen komen voor over de hele wereld. Vaak worden linten of lapjes stof aan de boom gebonden na het doen van een wens, maar ook komt het voor dat metalen objecten (zoals spijkers of munten) in de stam worden gestoken. Specifieke wensbomen zijn de koortsboom (ook wel lapjesboom) en spijkerboom (ook wel breukeboom), hier vraagt men om genezing van een ziekte of breuk. 
Er bestaan wensbomen waarin briefjes worden opgehangen. De Lam Tsuenwensbomen zijn een van de belangrijkste schrijnen van Hongkong. In Loch Maree staat een wensboom. Er zijn ook moderne wensbomen, zoals in winkelcentra. 
Wensbomen spelen een rol bij feest- en gedenkdagen. Tijdens het joelfeest werden wensbomen gemaakt. Ook in een kerstboom worden linten gehangen, deze boom werd in de Britse folklore geïntroduceerd door Albert van Saksen-Coburg en Gotha in 1840. In deze altijd groene boom werden appels, snoepjes en kaarsen gebruikt.

## Afbeeldingen

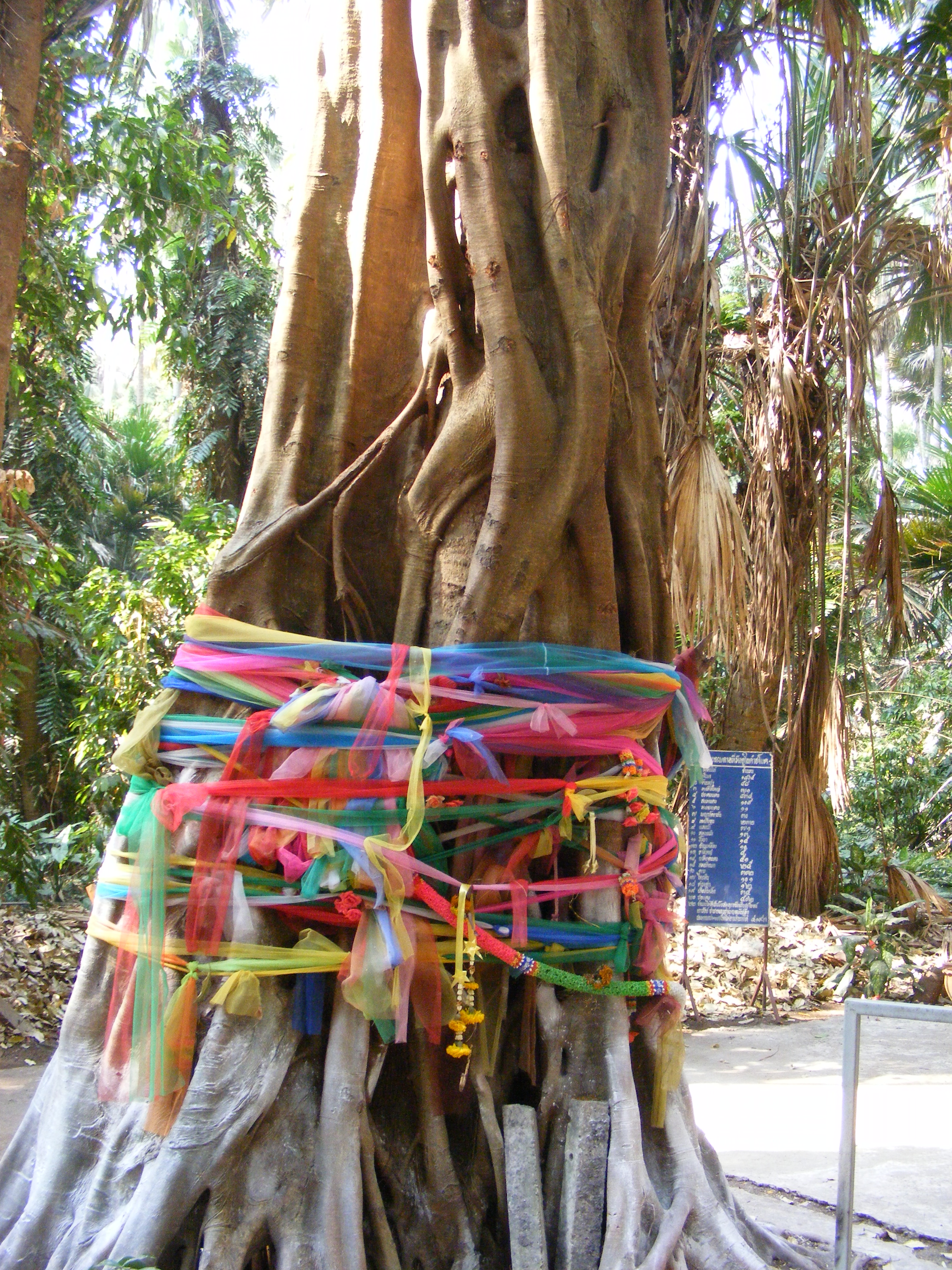
Boeddhistische wensboom, Thailand
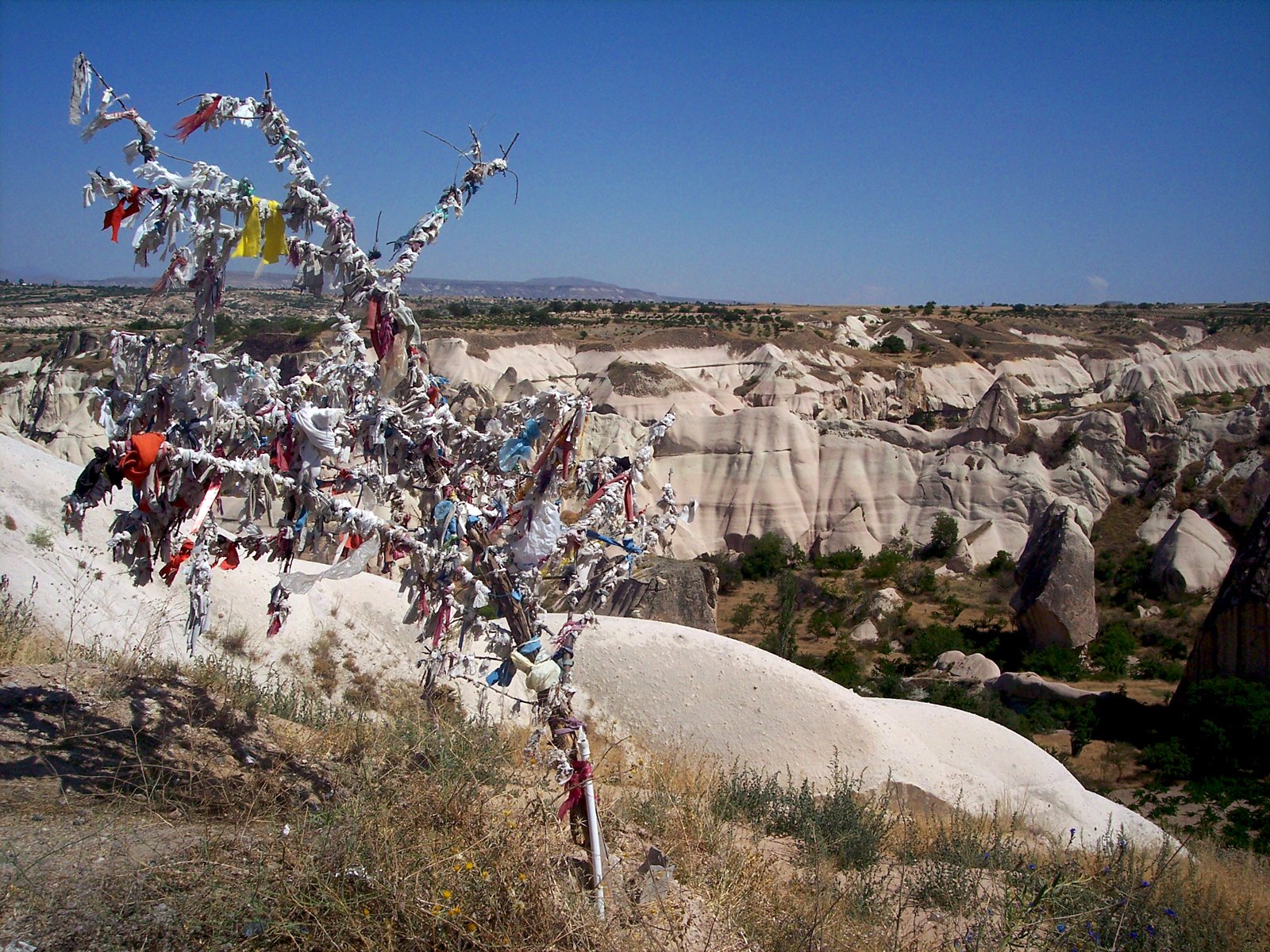
Wensboom in Cappadocia, Turkije
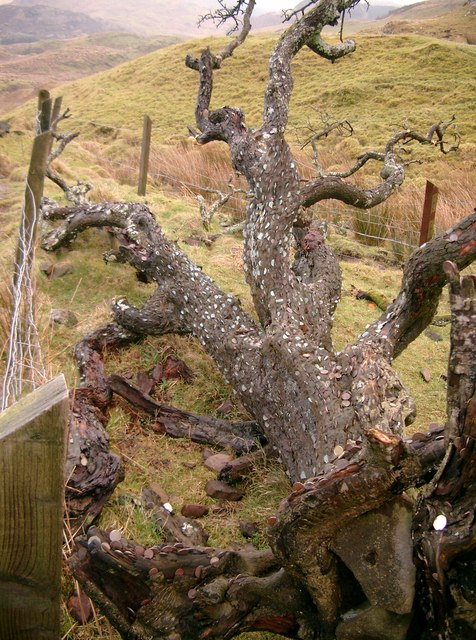
Munten in een wensboom (meidoorn), Schotland
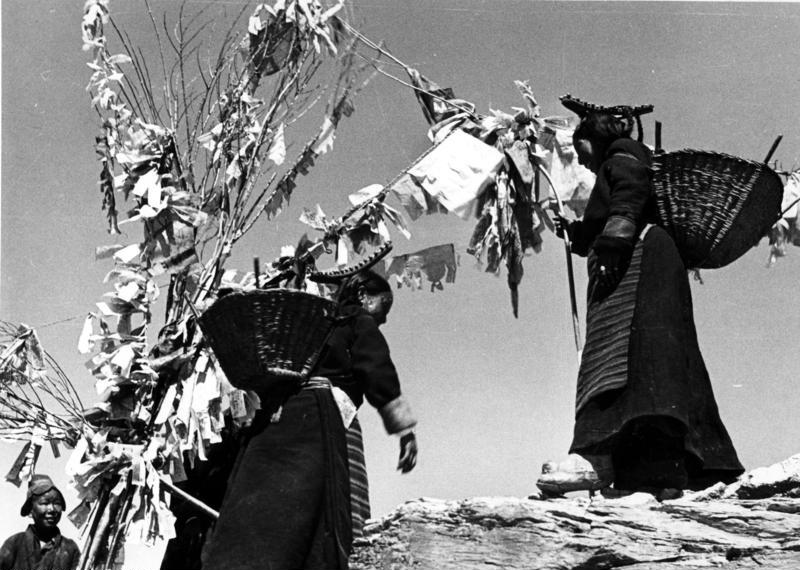
Vrouwen brengen een offer op de Medicijnberg, Tibet, 1938
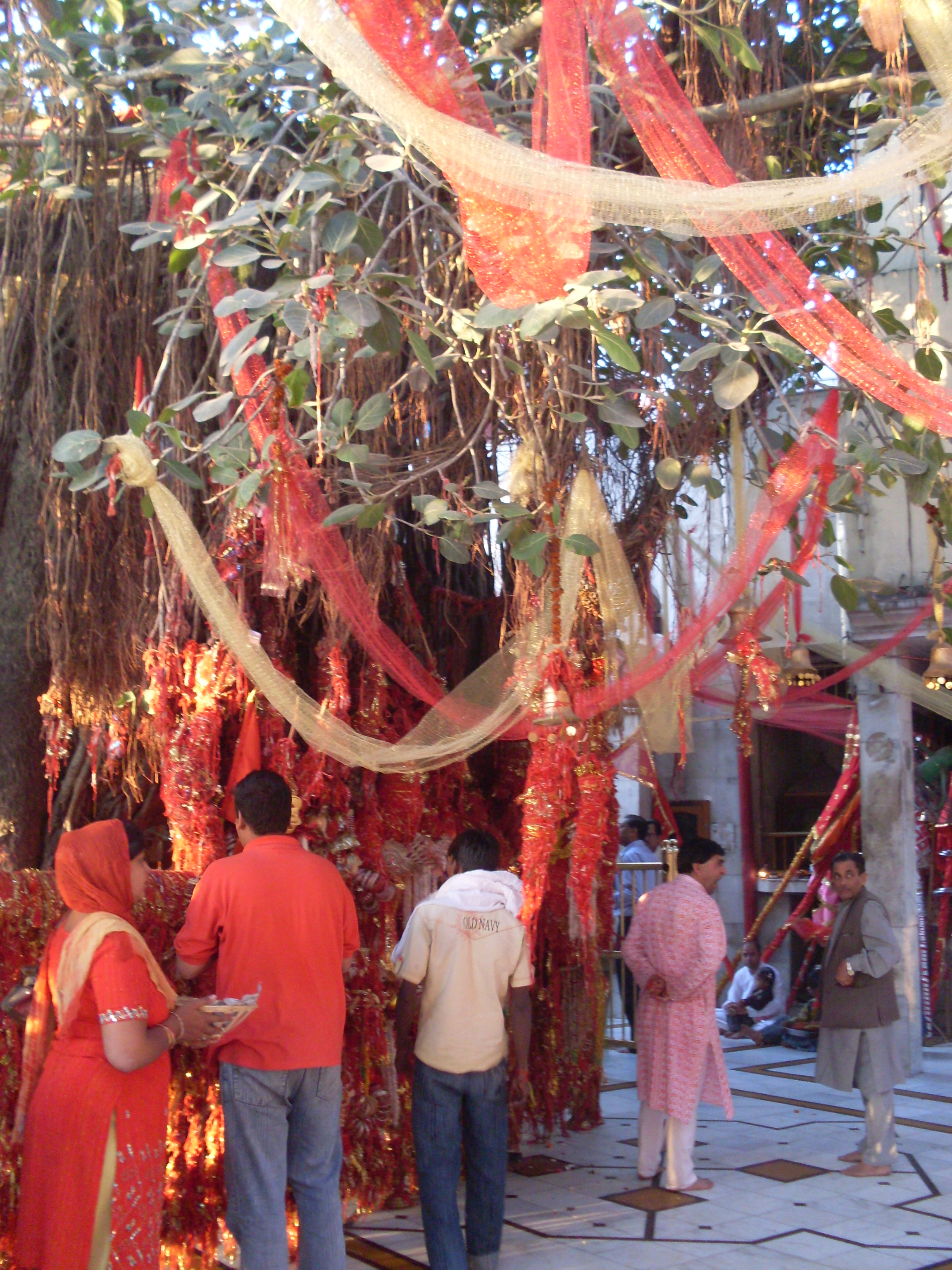
Bij het doen van een wens worden linten in de boom gehangen, men komt terug als de wens is uitgekomen en ontbindt het lint, Pakistan
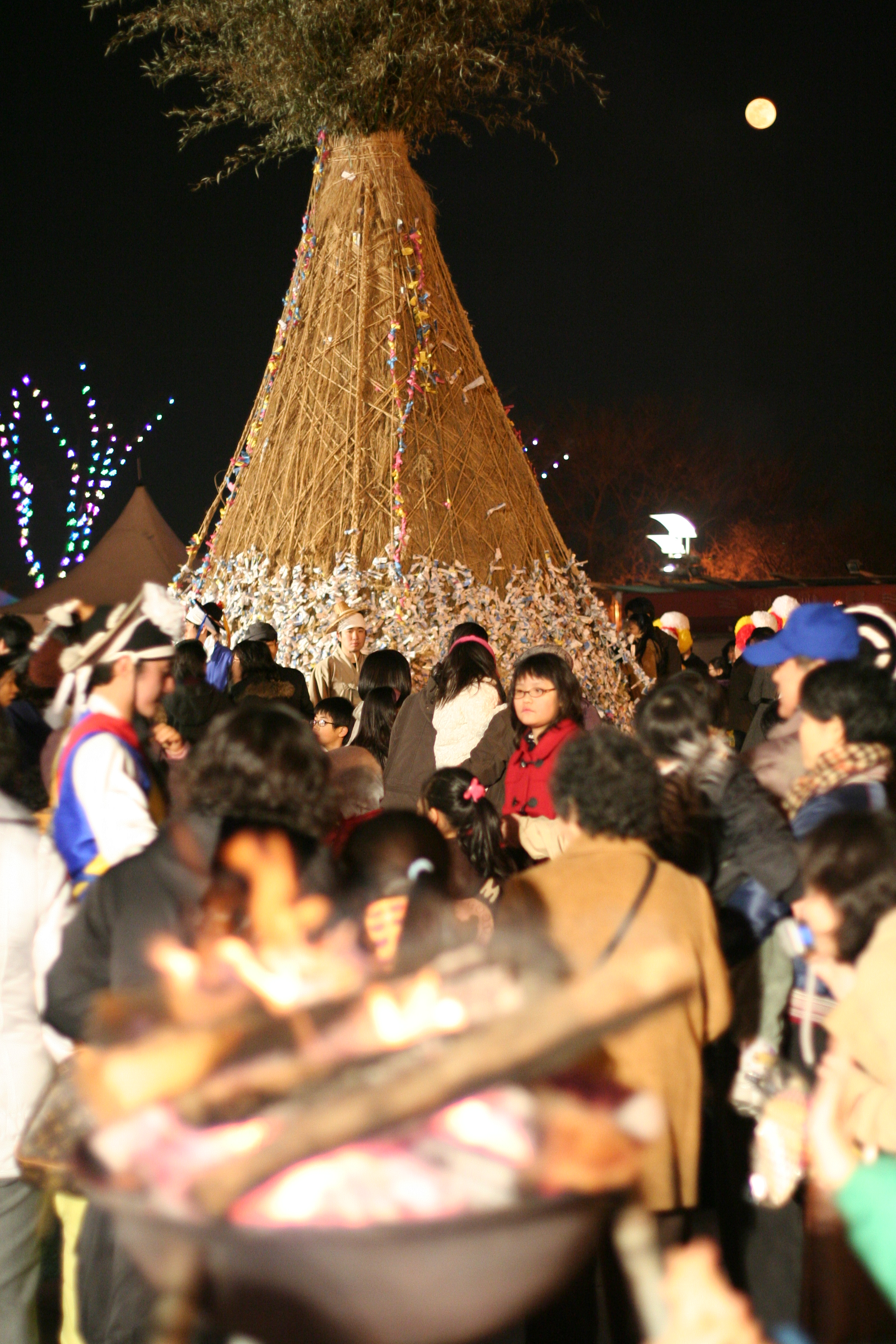
Wensboom tijdens een vollemaansfeest, Korea
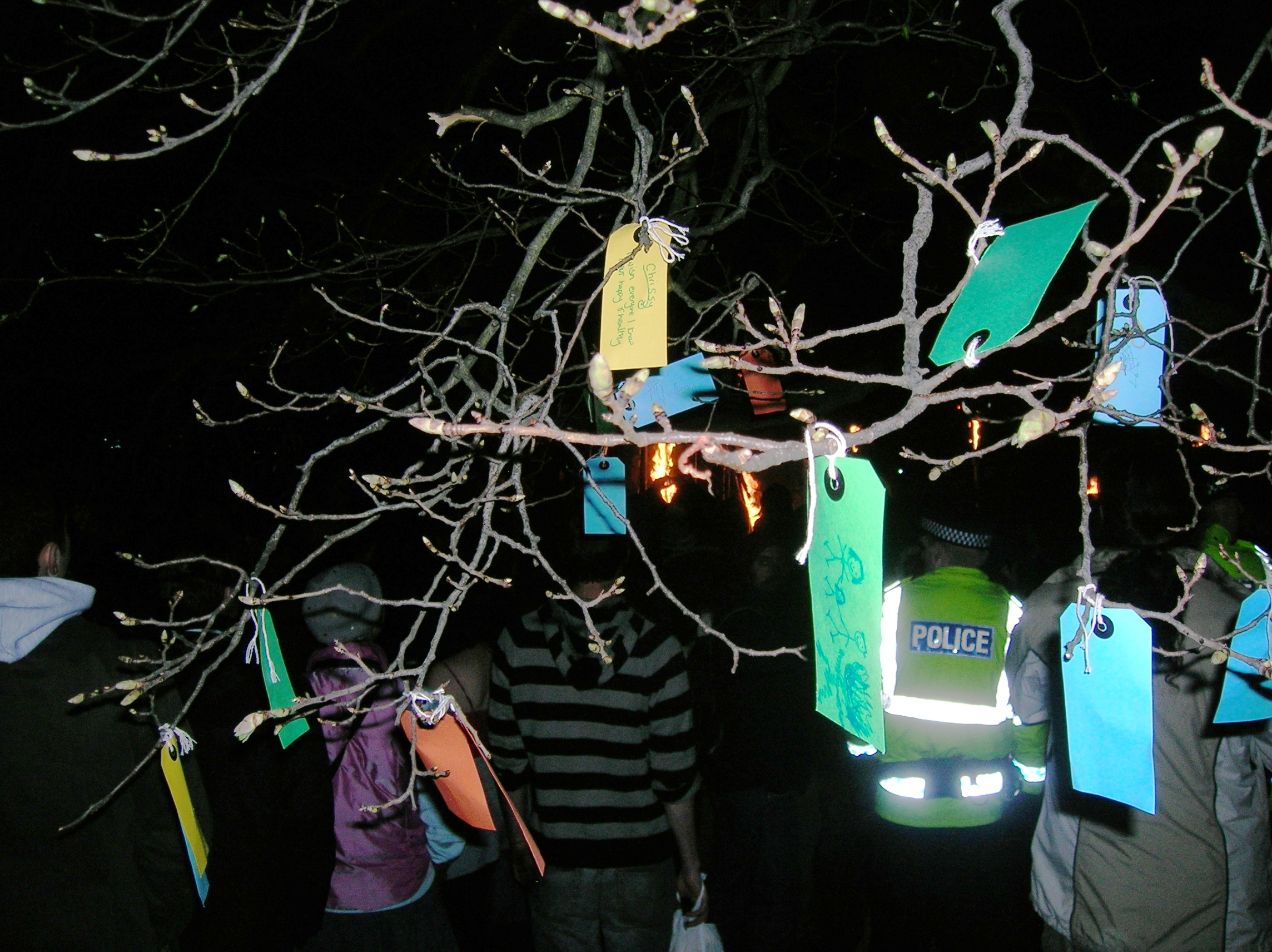
Wensboom tijdens Beltane, Schotland
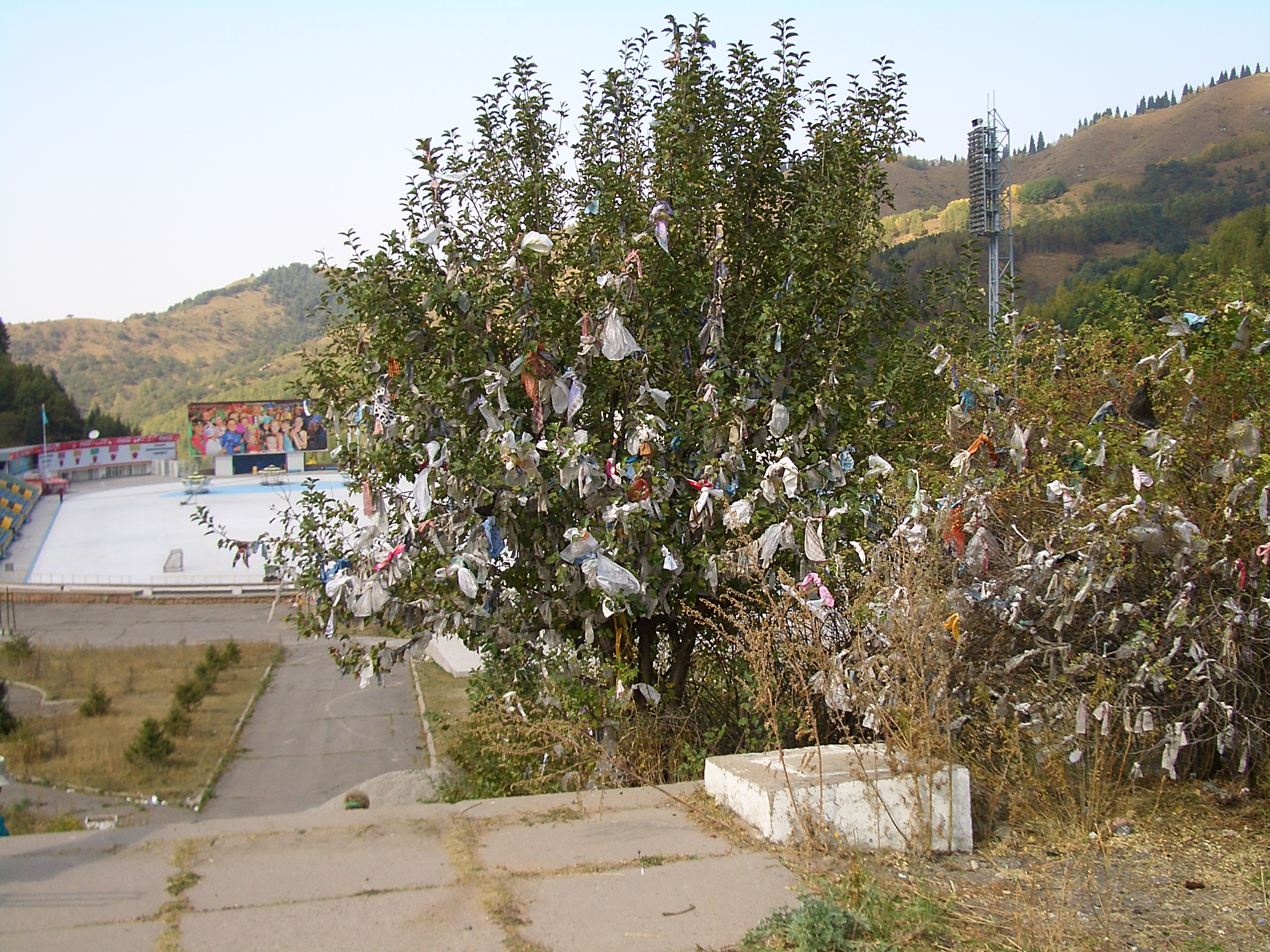
In deze wensboom worden zelfs plastic zakjes gebonden, Kazachstan
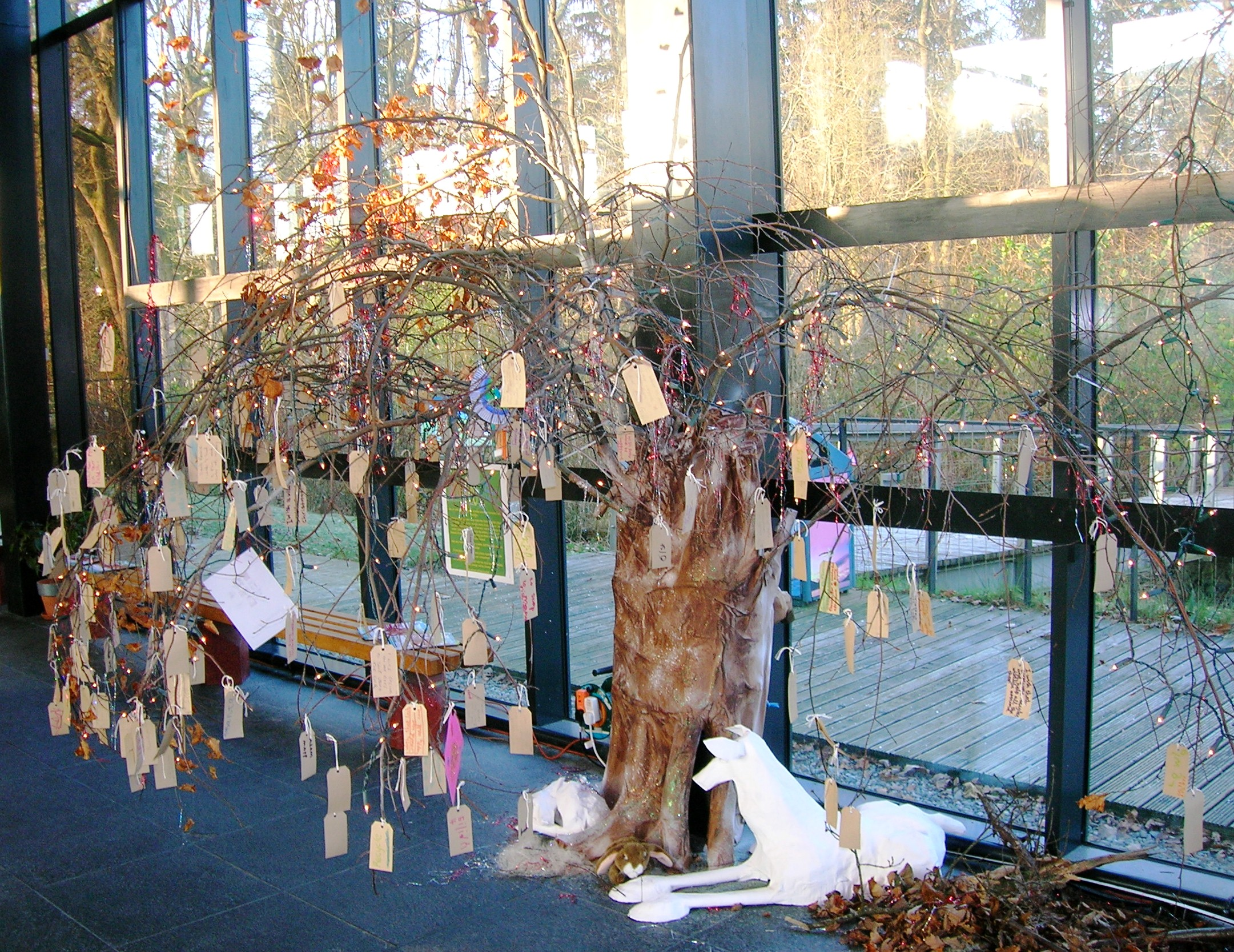
Wensboom voor het milieu in het bezoekerscentrum van Loch Lomond, Schotland
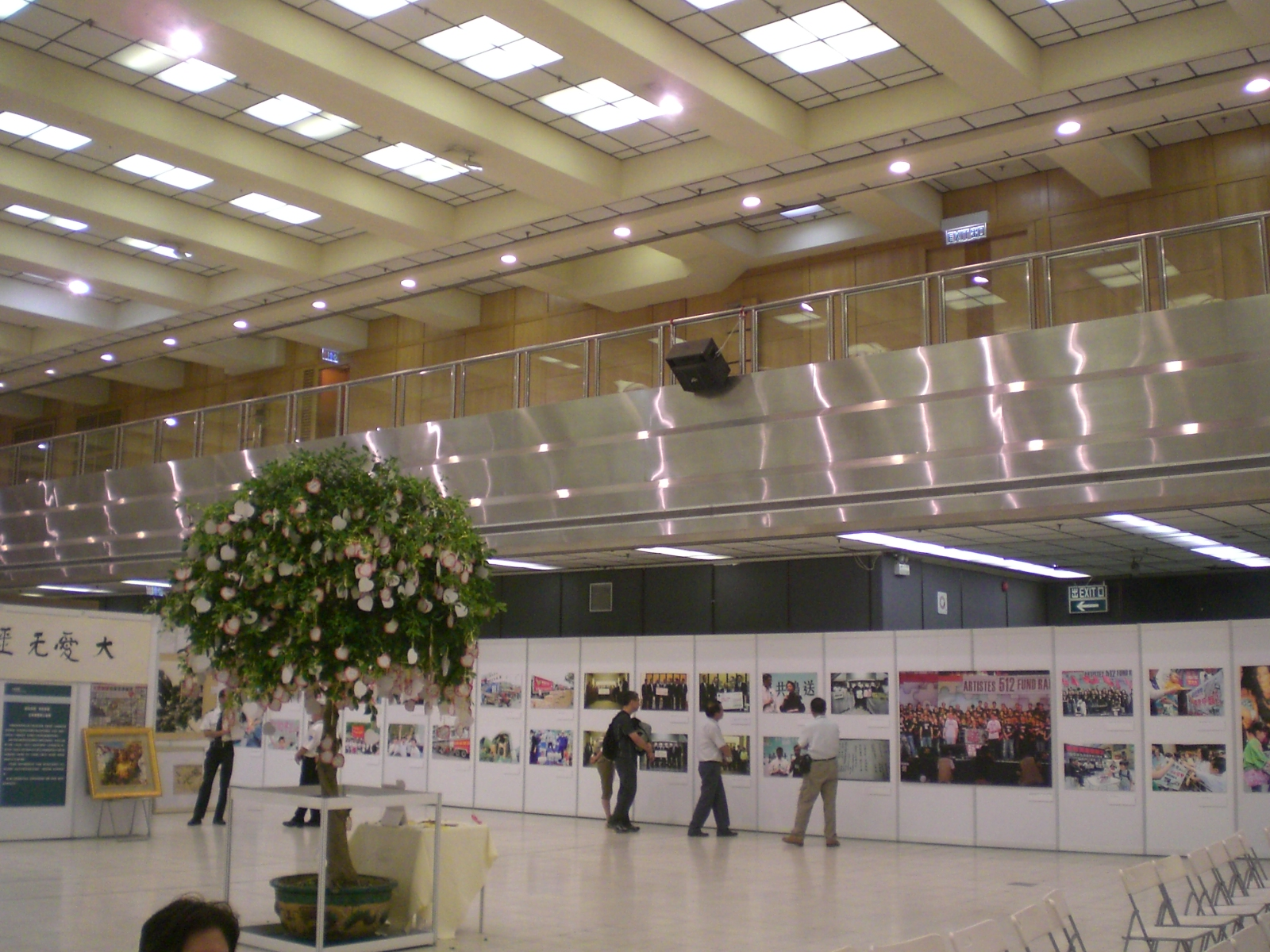
Wensboom in een expositiehal, China
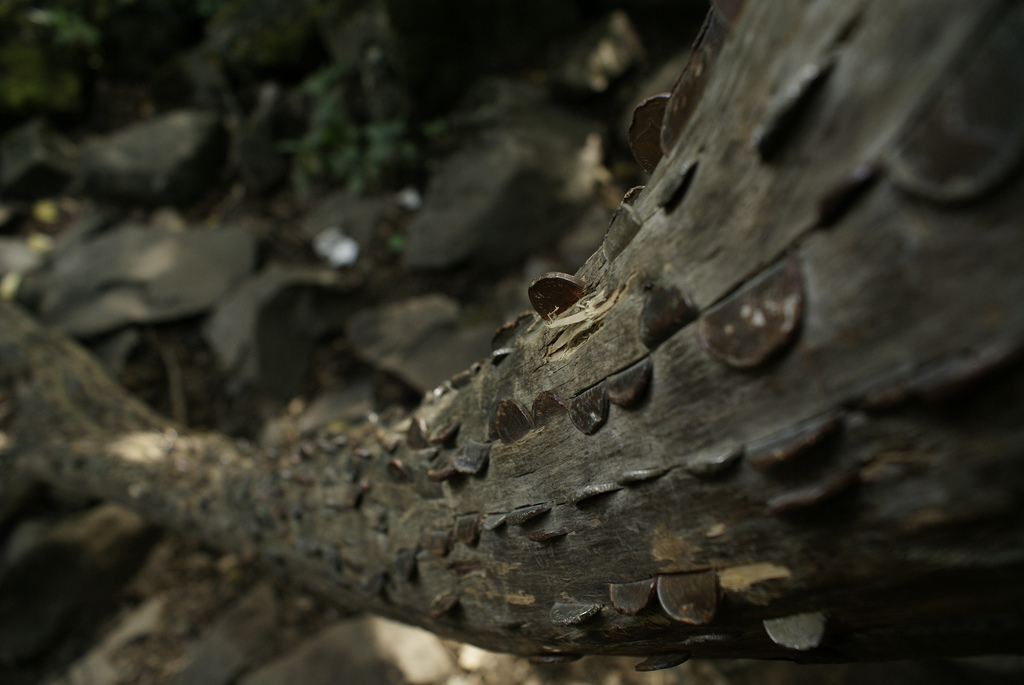
Munten in een wensboom, Engeland
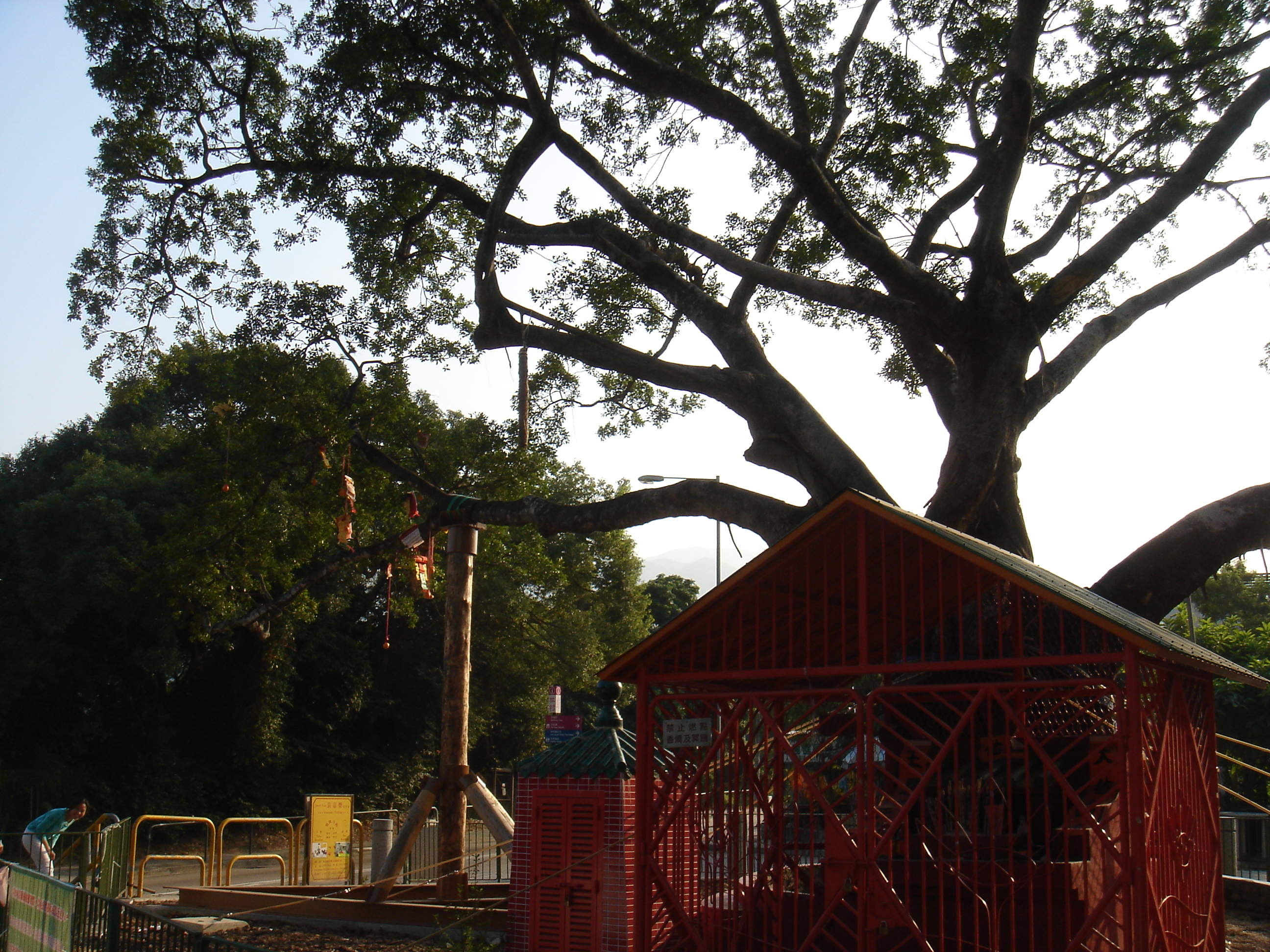
Een van de Lam Tsuenwensbomen